# 白奎堡站
白奎堡站位于中华人民共和国黑龙江省哈尔滨市呼兰区白奎镇，建于1927年。距哈尔滨站85公里，距佳木斯站422公里。现为四等站。客运办理旅客乘降，行李、包裹托运；货运办理整车、零担货物发到，危险货物仅办理农药、化肥发到。